# جورج دبليو. كاتر
جورج دبليو. كاتر (بالإنجليزية: George W. Cutter)‏ هو عسكري أمريكي، (ولد في فيلادلفيا في الولايات المتحدة 1849  م).